# Biscainho
Biscainho is een plaats (freguesia) in de Portugese gemeente Coruche en telt 1 057 inwoners (2001).